# Chelonus subelaeaphilus
Chelonus subelaeaphilus är en stekelart som först beskrevs av Vladimir Ivanovich Tobias 2001.  Chelonus subelaeaphilus ingår i släktet Chelonus och familjen bracksteklar. Inga underarter finns listade i Catalogue of Life.